# Strogo nezaupno
Strogo nezaupno je zbirka pesmi Lare Zupančič iz leta 2007. Izdajatelji zbirke pesmi je Kulturno društvo Trebnje s pomočjo Javnega sklada Republike Slovenije za kulturne dejavnosti.

## Vsebina
Strogo nezaupno je prvo izdano literarno delo Lare Zupančič. Na koncu knjige je objavljen dodatek napisan v prozni obliki, z naslovom Ilegalna ifolozija (gre za okrnjeno premetanko besede filozofija), v katerem opisuje svoj pogled na svet, mišljenje, izkušnje in mnenja. Pesmi zbirke z naslovom Strogo nezaupno, so razdeljene na tri obdobja: Prvi koraki, Stanje v senci in Moja zelena – tvoja modra.
Prvo obdobje, Prvi koraki, je sestavljeno iz 20 pesmi, katerih tematika je povezana predvsem s skritimi simpatijami. Za pesmi tega obdobja so značilne preproste rime, ponavljajoče besede oz. besedne zveze, pogosta so retorična vprašanja o ljubezni.
Naslednje obdobje, Stanje v senci, sestavlja 38 pesmi, ki opisujejo temačno predstavo sveta. Glavni motivi vsebine temeljijo na razočaranju in popolni izgubljenosti. 
V zadnjem obdobju, Moja zelena – tvoja modra, avtorica predstavi svoj pogled na bolj optimističen način. Sestavlja ga 50 pesmi. V začetnih pesmih tega obdobja je glavna tematika opazovanje narave. V ostalih pesmih pa glavno tematiko zamenja problematika mladih in stiska sodobnega človeka, ljubezen (zlasti v njenem minevanju), samota in odtujenost od tistih, ki bi si morali biti najbližje. 